# Léon Cauvy
Pour les articles homonymes, voir Cauvy.
Léon Cauvy né le 12 janvier 1874 à Montpellier (Hérault) et mort le 3 janvier 1933 à Alger est un peintre français.

## Biographie
Léon Cauvy entre en 1890 à l’école des beaux-Arts de Montpellier et obtient rapidement des récompenses en dessins, lavis, projection des ombres et perspectives. Sa formation est rigoureuse et l’oriente plutôt vers la décoration. Il participe ensuite aux Salons de 1901, 1902, 1903 avec des œuvres décoratives. 
Au Salon de 1907, il obtient une 3e médaille de peinture et la même année il obtient une bourse pour la villa Abd-el-Tif à Alger. Il est l’un des deux premiers lauréats avec Paul Jouve du concours d'accès à cette nouvelle institution et tombe sous le charme de l'Algérie. Il obtient un grand succès à Paris en 1909, à l'exposition des peintres orientalistes, il expose cinquante toiles de son séjour algérien et il décide de rester en Algérie. La lumière d’Alger, la vie de la ville, son port, ses habitants, leurs costumes, les petits métiers, les marchés arabes, les jardins, mais aussi les cimetières sont autant de sujets d'inspiration. 
En 1909, à la fin de sa résidence à la villa Abd-el-Tif, il devient directeur de l'école des beaux-arts d'Alger jusqu'à sa mort. André Greck y fut son élève. Sa présence, la qualité de sa peinture et son enseignement ont été des atouts pour développement de la vie culturelle d'Alger.
En 1925, on lui confie la décoration du pavillon de l'Algérie à l'Exposition internationale des Arts décoratifs et industriels modernes de Paris. Cette œuvre magistrale est transportée au Palais d’été d'Alger. En 1930, il dessine l'affiche du centenaire de la présence française en Algérie. Tirée à 30 000 exemplaires, elle est diffusée dans le monde entier pour assurer le rayonnement de la France, mais aussi celui de Cauvy dont la renommée devient internationale. Il réalise d'autres affiches pour les compagnies maritimes de tourisme en Algérie. 

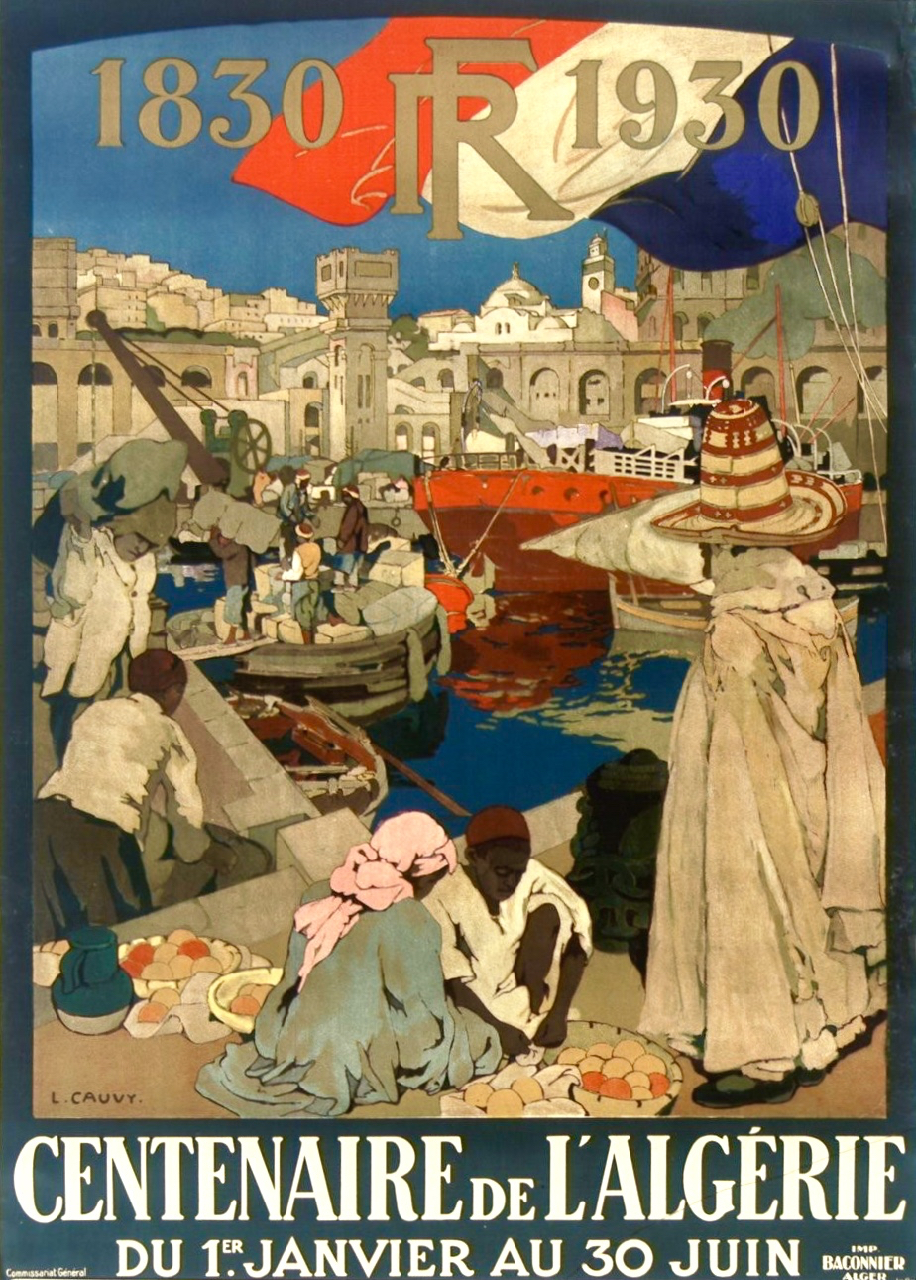
Affiche réalisé par Léon Cauvy en 1929 à l'occasion du Centenaire de l'Algérie française (1830-1930).

En 1932, il peint Les Ouled-Naïls, un grand tableau exposé la même année au Salon des artistes français et acquis en 1990 par le musée des Années Trente de Boulogne-Billancourt. Ses tableaux sont parfois traités en à-plats, dans une esthétique proche de celle de la tapisserie.

## Œuvres dans les collections publiques
Algérie

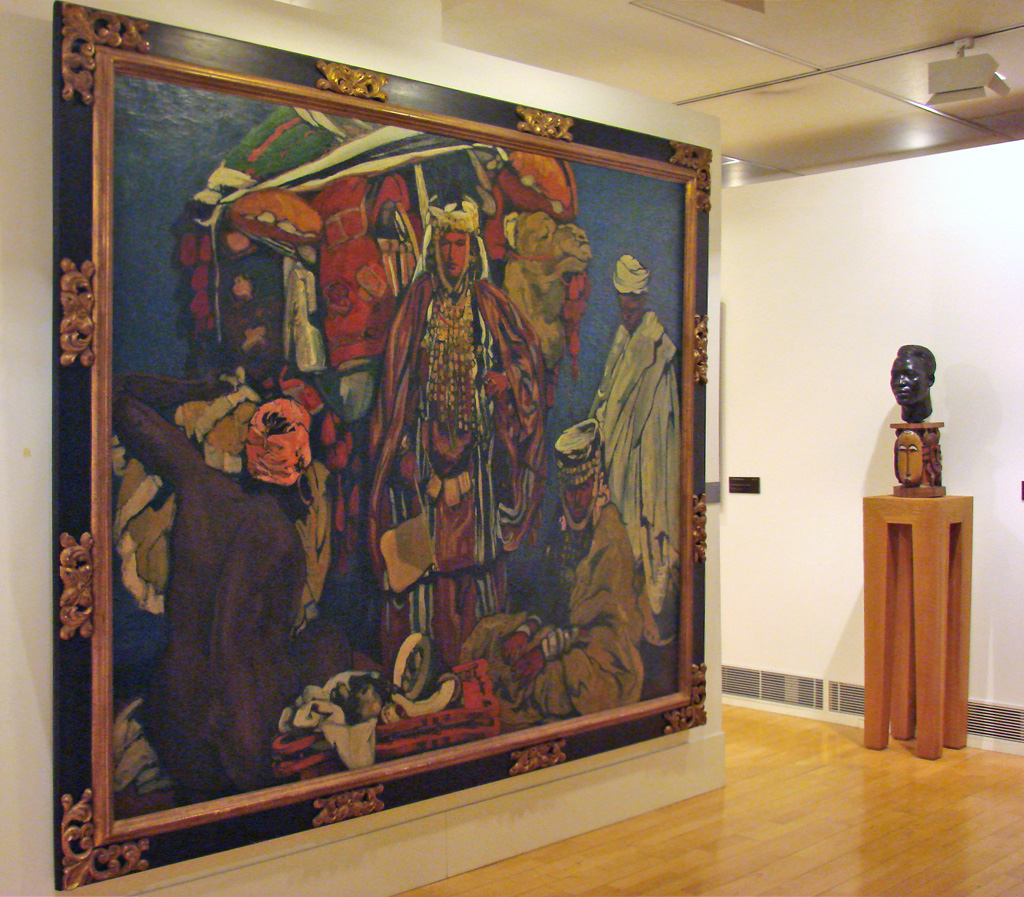
Les Ouled-Naïls (1932), Boulogne-Billancourt, musée des Années Trente.

- Alger, musée national des beaux-arts.
- Constantine, musée national Cirta.
- Oran, musée Ahmed Zabana.

France
- Boulogne-Billancourt, musée des Années Trente : Les Ouled-Naïls, 1932, huile sur toile.
- Narbonne, Musée des Beaux-Arts de Narbonne : Embarquement au port d'Alger, huile sur toile[3] .
- Paris, musée d'Art moderne de la ville de Paris.

Tunisie
- Tunis, musée[Lequel ?].

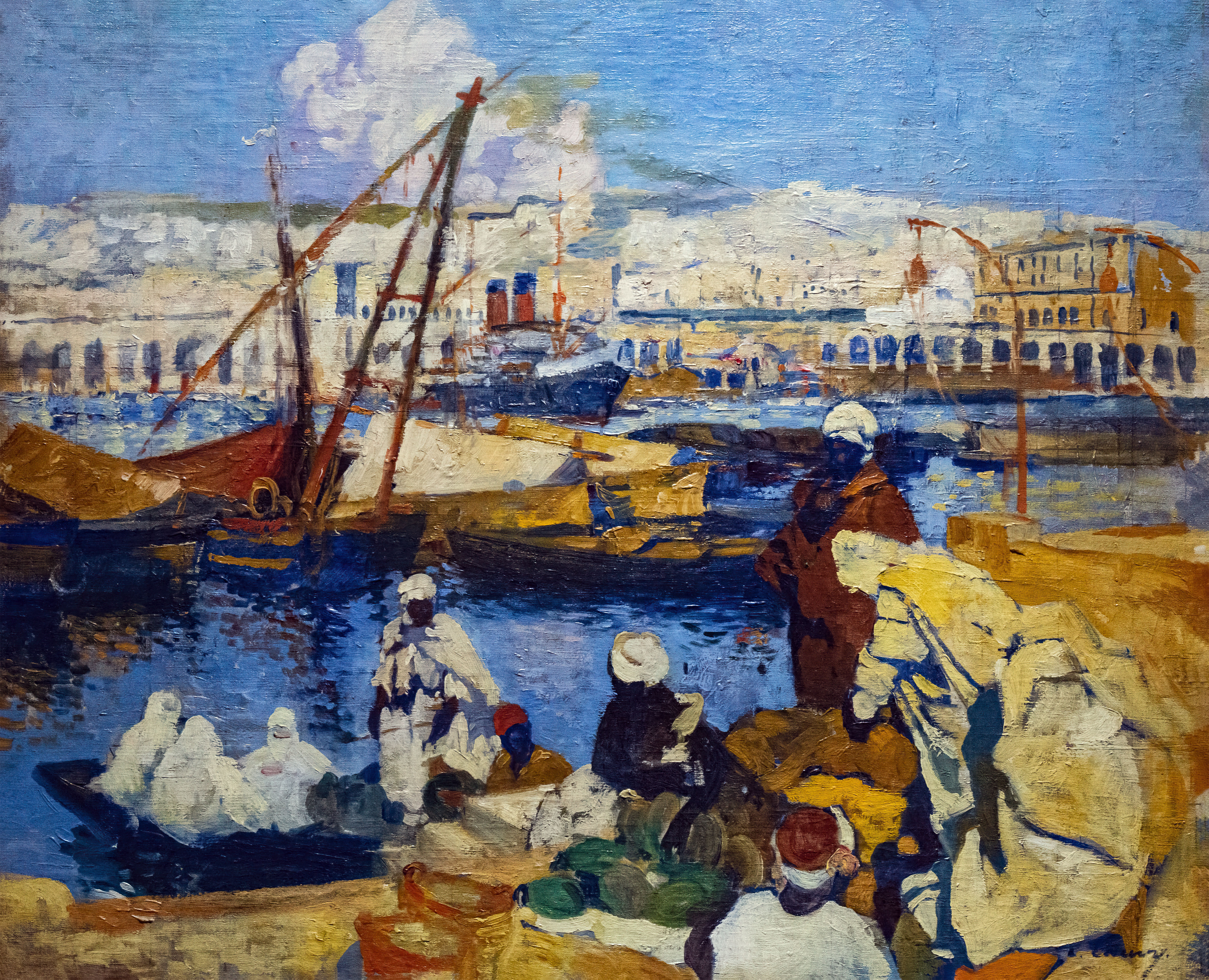
Embarquement au port d'Alger - Musée des Beaux-Arts de Narbonne
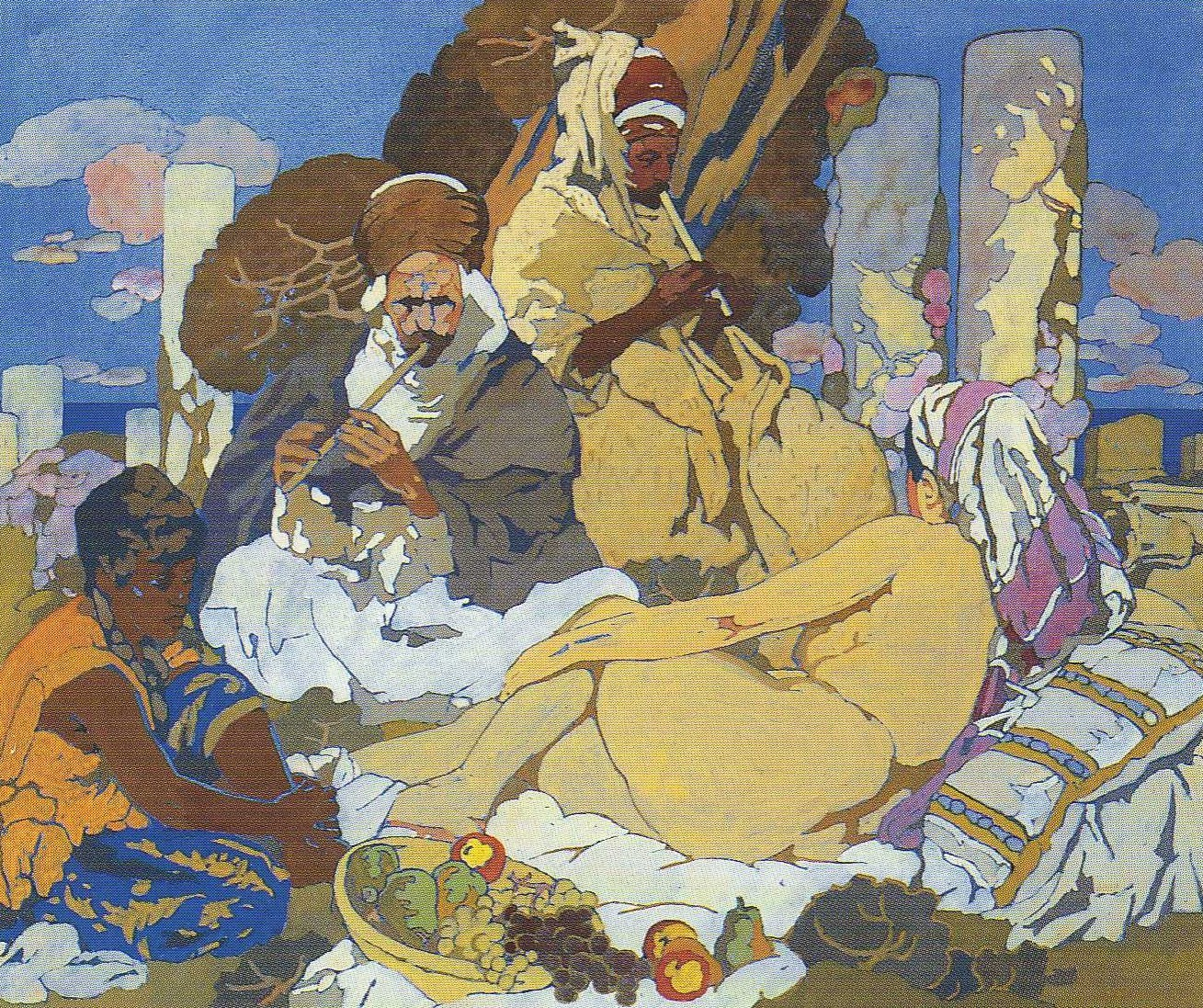
Idylle à Tipasa
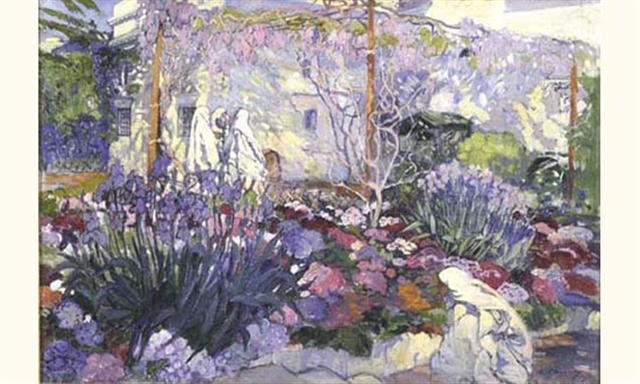
Au jardin
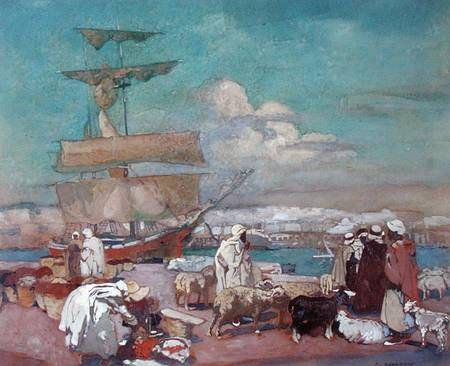
Le Port d'Alger
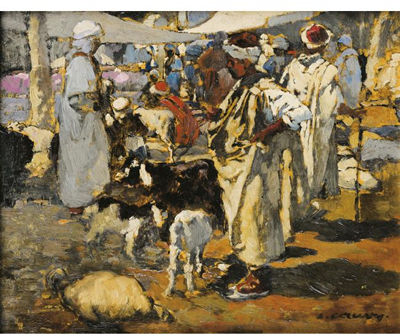
Marché arabe